# Боремель
Бореме́ль — село в Україні у Боремельській сільській громаді Дубенського району Рівненської області, розкинулось на крутому березі річки Стир. Має давню історію, у різні часи було містом, містечком.

## Географія

### Розташування
Знаходиться на лівому високому березі Хрінницького водосховища, яке є складовою частиною басейну р. Стир.
Поблизу села знаходиться крайня західна точка Рівненської області з координатами 25°01'.

### Рельєф
Лежить у межах Волинської височини. Середні висоти 200—250 м над рівнем моря. Поверхня сформувалася під дією текучих вод (так званий водно-ерозійний яружно-балковий рельєф).

### Ґрунти
В природному відношенні — це Застирський ландшафтний район Волинської височенної області лісостепу з чорноземними опідзоленими ґрунтами, дубово-грабовими лісами, сільськогосподарськими угіддями на місці лучних степів.

### Екологія
В околицях села знаходиться геологічна пам'ятка природи Боремельські яри.

## Історія

### Археологічні знахідки
У 1966 р. в околицях села було виявлене поселення могилянської групи ранньозалізного періоду. На березі водосховища, в урочищі Баліцька та на високому лівому березі над р. Стир в урочищі Боремельський Яр розкопані давньоруські поселення, виявлені у 1965 р. В урвищі берега чітко простежуються сліди землянок і зернових ям. На північно-східній околиці села, на лівому березі р. Стир в урочищі Угродок знайдено залишки давньоруського городища, земляні укріплення якого були знищені під час побудови тут пізньофеодального замку. Пам'ятки біля села були обстежені в 1965 р. І. К. Свєшніковим, а городище у 1973 р. — В. В. Зваричем і Р. М. Чайкою.

### Перша згадка про село
Перша письмова згадка припадає на 1100 рік, коли у місті В'ятичеві зібралися руські князі, щоб покарати князя Давида Ігоровича, який порушив постанови Любецького з'їзду 1097 року. Покаранням Давиду Ігоровичу було те, що у нього забрали Володимирівське князівство, а взамін дали міста Остріг, Дубно, Заславль, Чорторийськ і Боремель[джерело?].
Був період, коли Боремель носив назву Боремль (Боремля), структурно рівнозначну з такими найменнями поселень, як Тихомиль, Любомиль, Радомиль. Ці назви містять скорочені давньоруські імена — Тихом, Радом, Любом. Первісно утворення Тихомиль, Радомль, Любомиль виражали значення «належний людині»: Тихомлю (Тихомиру), Любомлю (Любомиру), Радомлю (Радомиру). Без сумніву, колишнє Боремль (Боромль) теж походить від імені особи, зокрема Борем (Бором), що утворене з давнішого Боремир чи Боремер і мало значення « миролюбець, великий, славний борець, воїн». У формі Боремль назва початково розумілась, як «належний Боремирові», тобто людині, яка могла бути засновником поселення.
Сучасна назва Боремель встановлюється на місці давньої Боремль (Буремль) десь із XVI століття. Існує й інше, народне тлумачення назви Боремель, що базується на словах «бор» (сосновий ліс) і млин. Мовляв, біля поселення був колись густий бір, де стояв млин, який працюючи шумів так сильно, як навколишній дрімучий ліс. Тому про цей млин казали: «як бор меле», тобто шумить.

### Польсько-литовський період

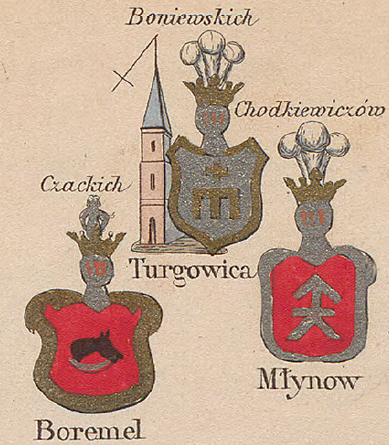
Боремель, позначений гербом Чацьких, на мапі Зигмунда Герстмана

З переходом під польську юрисдикцію у 1366 році Боремель отримує нового власника — Олександра Коріатовича, з роду Гедиміновичів, якому король Казимір ІІІ віддав місто у власне користування разом з Кременцем. Але вже в XV ст. містом володів рід Курцевичів. У 1451 році польський король Казимір Яггелонович видає у Вільно володимирівському наміснику князю Михайлу Костянтиновичу Курцевичу грамоту, у якій підтверджує за останнім права на маєтки, у числі яких згадується і Боремель. З цього документу випливає ще одна важлива деталь, а саме, що у XV ст. Боремель входить як територіальна одиниця до складу Луцького повіту.
У 1452 році князь Михайло Костянтинович помирає і все майно переходить до його сина Федора, який робить Боремель своєю резиденцією. Про це свідчить той факт, що у 1464 році Федір Михайлович отримує прізвище — Буремський. З припиненням роду князів Буремських, саме місто по лінії родинних зв'язків переходить у власність князів Хрінницьких.
У XVI—XVII ст. Боремель був значним торгово-ремісничим центром. Про це свідчить той факт, що у 1547 році Боремлю було надано Магдебургське право.
Після смерті Загорського, у 1694 році, Войцех Чацький успадкував усі їхні маєтності, у числі яких був і Боремель. Згодом містечко стає особистою власністю Войцехового внука — великого коронного охранника Францішека Чацького.

### XVIIIст.

Центральна частина палацу Чацьких. Графічна реконструкція О. Л. Михайлишин

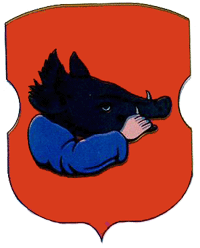
Герб Боремля

В другій половині XVIII ст. Францішек зробив Боремель своєю резиденцією. З часу смерті останнього з князів Буремських, і до переходу у власність Францішека Чацького, Боремель більш як сто років не мав свого безпосереднього господаря, який би особисто жив у місті. Тому Боремель поступово занепадає і з містечка перетворюється на село. Свого другого відродження Боремель зазнає за часів господарювання в ньому родини графів Чацьких. Завдяки їхній будівничій діяльності суттєво оновлюється архітектурний вигляд містечка. У 1775 році була збудована на кошти прихожан дерев'яна церква з дзвіницею, яка була названа на честь святого Георгія Змієборця.
У 1782 році був збудований новий палац у стилі «рококо» (французьким архітектором Соусто) і костел. В палаці було понад 50 кімнат, багата картинна галерея і одна з найбільших на Волині бібліотек. Замість звичайного даху на верху палацу було збудовано літній сад. Для цього на даху було збудовано чавунну галерею, обведену навколо позолоченими перилами. З південного боку палацу, у напрямку річки Стир, англійським садівником Міклером був розбитий розкішний парк. Палац Чацьких на всю округу славився і своїми підземними ходами. Найбільшим був хід, що з'єднував палац із сусіднім містечком Перемиль (це приблизно 12 км), по якому пан Чацький іноді їздив візком, запряженим парою коней, по обидва боки якого бігли молоді дівчата з запаленими смолоскипами.
У 1786 році в центрі містечка, також на кошти прихожан, було збудовано кам'яну церкву в честь «Святої і Живоначальної Трійці». Біля церкви були збудовані каплиця і будинок для священика. У 1783 році Боремель знову отримує статус містечка. Щорічно тут починають проходити ярмарки — 23 квітня і з 13 серпня по 4 жовтня.
У 1781 році, проїздом до Варшави, Боремель відвідав польський король Станіслав Август. Граф Чацький з усіма можливими почестями і пишністю прийняв його у своєму палаці. За вірну службу король нагородив Михайла Чацького, старосту Новогрубського, орденом св. Станіслава І ступеня.
У 1795 році, після третього поділу Польщі, територія містечка Боремель, разом з іншими західноукраїнськими землями, потрапляє під російську юрисдикцію. У 1796 році Боремель отримує статус волосного містечка, тут організовується волосне управління.
19 квітня 1831 року поблизу села польський відділ генерала Дверницького зустрівся в бою із російським корпусом генерала Рідигера. Обидві сторони вважають цей бій своєю перемогою. Під час бойових дій був сильно пошкоджений і згодом зруйнований палац Чацьких.
Після польського повстання 1831 року все майно графа Чацького було конфісковано і передано в державну казну. Селяни-кріпаки, у кількості 2600 душ, що належали графові, стали державними кріпаками Російської імперії. Так закінчилося династичне правління Боремлем родиною Чацьких, на зміну якому прийшло державне. Російська мова замінює польську в урядових установах, церкві, школі. До цього додаються нові російські закони, військова служба і все інше, що було притаманне новій владі.

### Російський період

Малюнок Н.Орда «Боремель. Палац від під'їзду»

У 1840 році приміщення костелу в Боремлі також було передано православним. Містечко Боремель стає волостю Луцького повіту. До складу волості входили: 1 містечко (Боремель), 5 колоній, 19 сіл і хуторів. За 15 км від Боремля проходив російсько-австрійський кордон, тому в Боремлі було сформовано загін прикордонної служби. Лихоліття Першої світової війни не обійшли стороною і село Боремель, яке вже в перші її дні стало прифронтовою смугою. В 1915 році майже все населення села було евакуйоване російською владою до Катеринославської губернії.
За Ризьким мирним договором 1921 року між представниками РРФР і УРСР, з одного боку, і Польщею — з другого, Луцький, Володимир-Волинський, Дубенський, Ковельський, Рівненський, частина Кременецького, Овруцького, Острозького і Новоград-Волинського повітів відійшли до складу Польщі. Луцьк став центром новоутвореного Волинського воєводства.
Боремель залишається повітовим селом Дубенського повіту. Першим війтом став Казимір Висоцький. Кожне село або хутір, що підпорядковувалося гміні, очолював солтис. Особливо в цей період широкого поширення набула хутірська система господарювання. Навколо Боремля знаходилось понад десяток хуторів: «Колодезький», «Високий», «Дубовий», «Смиків», «Гайки», «Шибин», "Берестова ".
У Боремлі діяло також багато дрібних підприємств: водяний млин, гарбарня (цех по виправці шкір), молочарня, бойня, олійня, ковбасні цехи, круподерня. Функціонувало більше двох десятків крамниць, магазинів, ресторанів, закусочних. У Боремлі також був представлений кооперативний рух. Тут працював кооперативний банк і молочний кооператив. В центрі містечка знаходилось дві єврейські синагоги. Навпроти них було єврейське кладовище. В Боремлі працювало три лікарні: дві приватні і одна державна.
Боремельська школа розпочала своє існування в 70-х роках XIX ст. Навчання розпочиналось з семи років. Четвертий клас рахувався випускним і в кінці навчального року учні здавали іспити за курс початкової школи.

### XXстоліття
На початку XX ст. в селі була велика єврейська община. В Боремлі народився Йозеф Вайц, відомий громадський діяч, один із засновників Єврейського національного фонду. У міжвоєнний період в селі проживали 860 євреїв, більшість із загального населення Боремля.

Село на польській карті 1924 року

У 1908 та 1914 роках в селі відбулися селянські заворушення.
7 (20) листопада 1917 року, відповідно до Третього Універсалу Української Центральної Ради, увійшло до складу Української Народної Республіки.

Пором на Стиру (до побудови греблі в Грабівці). 1936 р.

В 30-х рр. XX ст. в селі активно діяло товариство «Просвіта». Тут найпоширенішою роботою організації було проведення концертів і постанов.
У 1929 р. на містечко Боремель поширені правила міської забудови.

#### Друга світова війна
Радянська влада в селі Боремель була проголошена у вересні 1939 року. 10 лютого 1940 року на території Боремельської сільської ради в селі Новосілки було організовано перший колгосп ім. Партизанської Комуни.
22 червня 1941 року, Німеччина напала на Радянський Союз. Вже 24 червня було окуповано Боремель. Як свідчать очевидці цих подій, німці увійшли до села без бою, так як радянських військових частин поблизу не було. Наприкінці 1941 — на початку 1942 років, німці почали тотальне знищення євреїв у нашому краї. У Демидівці і Боремлі були споруджені спеціальні гетта, місця обгороджені високим парканом і колючим дротом. Сюди зганяли всіх євреїв з навколишніх сіл. У Боремлі гетто знаходилося в центрі села, поблизу школи. За різними даними до Боремельського гетто було зігнано від 1500 до 2000 євреїв. В середині 1942 року їх усіх розстріляли і закопали в ярах понад Стиром. Кілька десятків євреїв змогли уникнути розправи і переховувались у лісах до відходу німців.
18 березня 1943 року у Боремелі дезертирувала вся українська допоміжна поліція. Поліцаї вбили коменданта й утекли в ліси до лав УПА.
До 1944 року Боремель не зазнав ніяких руйнацій. Лише коли німці під натиском радянських військ почали відступати, німецька авіація завдала кількох бомбових ударів по селу. Його центр було повністю зруйновано. Внаслідок військової операції, яку проводив у цьому напрямку Перший Український фронт, 30 березня 1944 року село Боремель було відвойовано.

### Повоєнний період
Каральна система швидко почала відновлювати «радянізацію» краю. У господарському житті це знайшло свій прояв у прискореній колективізації.
В навколишніх лісах діяли загони УПА, які тепер боролися за незалежність України вже з новою владою. У липні 1944 року керівники повстанських загонів були скликані на таємну військову нараду до села Шибин, що за два кілометри від Боремля. Цю нараду організували в спецвідділі радянської контррозвідки. На нараду зібралося понад 30 польових командирів. Коли вони розташувалися в одній з хат, несподівано їх оточили переважаючі сили військ НКВС. Більшість командирів було знищено. Лише в 1990-х рр. на місці поховання цих героїв, було встановлено надмогильні хрести.
У 1948—1949 роках створено колгосп «Перемога» в селі Боремель, колгосп «Дружба» в селі Набережне і «Піонер» в селі Новий Тік. У 1949 році колгосп отримав перший трактор. У 1950—1954 роках під час укрупнень ці господарства увійшли до складу колгоспу «Перемога» з центральною садибою в селі Боремель. З 1946 року в Боремлі почав будуватися завод «Харчопром». Поступово це підприємство розширювалося і випускало десятки найменувань продукції. Особливою популярністю серед жителів кількох областей користувався боремельський хліб, зі смаком якого не міг зрівнятися ніякий інший.
У 1965 році в Боремлі, на базі Хрінницького водосховища, було відкрито «Демидівський рибцех» (рибгосп). У 1991 році, після спуску води з Хрінницького водосховища, рибгосп було розформовано.
У 1959 році дороги в Боремелі починають вимощувати новою бруківкою. В цьому ж році, на базі річки Стир, утворено Хрінницьке водосховище. Пущено в дію Хрінницьку ГЕС.
Наприкінці 1962 року Демидівський район, до складу якого входив Боремель, було розформовано і приєднано до Млинівського району. 60-ті роки позначилися подальшим розвитком колгоспного виробництва: збудовано тракторну бригаду, корівники, свинарники, курятник, кілька складів. З 1963 року колгосп очолив Аліпій Степанович Мусійчук, який доклав багато зусиль для розбудови колгоспу і інфраструктури села. Колгосп «Перемога» перейменовано на «Першотравневий».
В 1965 році в Боремлі було розібрано Святотроїцьку церкву (костел). У 1965 році місцева влада, за вказівкою з обласного центру, спробувала знищити курган-могилу в центрі села. Тут були поховані жертви татарського нападу на Боремель в XVI ст. До кургану підігнали потужний бульдозер, який почав його розрівнювати. На поверхні землі з'явилися людські черепи і залишки кісток. Таке кощунство викликало обурення серед місцевих жителів. Вони зібралися біля кургану і призупинили нищення святині, тут встановлені пам'ятні знаки «Свята Текля» і «Святий Йосип» (кам'яні скульптури скорботної жінки і чоловіка з дитиною в руках).
Силами колгоспу «Першотравневий» в Боремлі, починаючи з 1965 року, було збудовано кілька водонапірних башт і підведено центральне водопостачання для всіх жителів села. У 1969 році було відкрито нове приміщення школи. У 1985 році відкрито триповерхову школу на 300 учнівських місць. З 1988 року почалася газифікація Боремля.

### Незалежна Україна
1991 рік став для Боремля роком екологічної катастрофи. За розпорядженням з Москви (столиці СРСР), було спущено воду з Хрінницького водосховища. Офіційною причиною було те, що гребля в селі Хрінники знаходиться в аварійному стані і її слід реставрувати. Лише у 1997 році реконструкцію дамби було завершено.
22 вересня 1995 року Постановою Верховної Ради № 34495 було знову відновлено Демидівський район. Боремель, як територіальна одиниця, входить до складу району.
У 1996 році в селі Набережне було урочисто закладено перший камінь майбутньої Свято-Троїцької церкви. На урочистостях були присутні: Патріарх Київський і всієї Руси-України Філарет, духовенство.
У 2016 році Боремель став центром об'єднаної територіальної громади, утвореної відповідно до реформи децентралізації в Україні. Очолив громаду Віктор Корінь, голова Малівської сільської ради.
12 червня 2020 року, відповідно до розпорядження Кабінету Міністрів України № 722-р від «Про визначення адміністративних центрів та затвердження територій територіальних громад Рівненської області», увійшло до складу Боремельської сільської громади Демидівського району.
19 липня 2020 року, в результаті адміністративно-територіальної реформи та ліквідації Демидівського району, село увійшло до складу Дубенського району.
У фонді Р-740 «Відділ державної реєстрації актів цивільного стану Головного територіального управління юстиції у Рівненській області», опис 6, справи №№ 102-131 на сайті Державного архіву Рівненської області у розділі «E-архів» розмістили метричні книги села за 1925-1928 рр.

## Населення
За переписом населення України 2001 року в селі мешкали 984 особи.

### Мова
Розподіл населення за рідною мовою за даними перепису 2001 року:
| Мова       | Відсоток |
| ---------- | -------- |
| українська | 99,09 %  |
| російська  | 0,91 %   |

## Освіта
Діє дошкільний навчальний заклад «Сонечко».

## Релігія

### Свято-Георгіївська церква ПЦУ

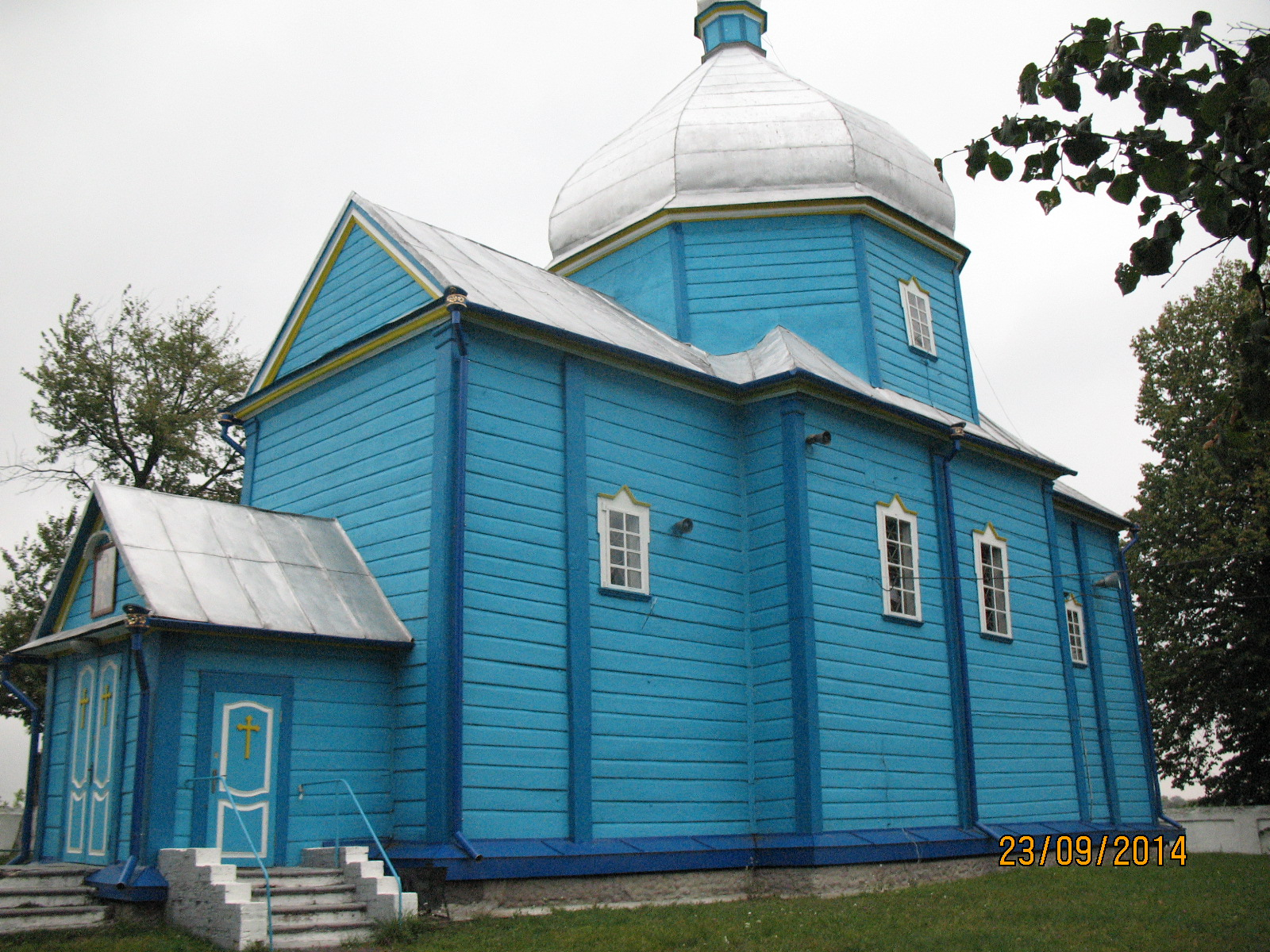
Свято-Георгіївська церква

Георгіївська церква — пам'ятка архітектури XVIII століття, — є діючою церквою с. Боремель.
Її було збудовано в 1775 р. на кошти прихожан. Церква була названа на честь святого Георгія Змієборця. Це дерев'яна одноверха пам'ятка Боремля розташована на вершині одного із пагорбів побіля Стиру і вже здалеку приваблює око своєю строгою простотою, лаконічністю і виразним об'єктивізмом. Із заходу, у кількох метрах від входу, знаходиться прямокутна дзвіниця. Прокладені доріжки з асфальтним покриттям. До церкви також належить каплиця, збудована у 1778 р.
Георгіївська церква — основна архітектурна цінність Боремля, тому сьогодні сільські мешканці приділяють максимум уваги охороні цієї споруди.

## Культура

### Братська могила татарських полонянок
На братській могилі — курган висотою 3 м. На вершині кургану встановлено постамент із скульптурою Святої Теклі. Матеріали: бетон, цегла, цемент. Пам'ятник — свідчення героїчної боротьби українського народу з іноземними поневолювачами.
За народними переказами, які передаються з покоління в покоління, у другій половині XV ст. Кримська орда здійснила чергову навалу на багатостраждальну Волинь, яка була в цей час під владою литовсько-польських феодалів. Ординці вдерлись в Боремель. Піддаючи все вогню і мечу, ханські розбійники схопили 500 українських дівчат. Коли нещасні полонянки взнали, що їх збираються відправити в печально відому Кафу, щоб продати в вічне рабство, вони одностайно заявили, що краще смерть ніж неволя. Разом з чоловіками, які прибігли на допомогу з косами, вилами і сокирами, непокірні українки кинулись на ворогів і почали знищувати їх. Кривава сутичка продовжувалась декілька годин. Вирізавши всіх хто був у місті, орда відкотилась в наддніпрянську Україну. Люди, які вернулися з лісу похоронили загиблих і насипали великий курган.
Це не просто легенда, а підтверджений археологічними дослідженнями, історичний факт. У 1963 р. на території Боремля проводилися археологічні дослідження професором I. Свешніковим. Його експедицією було знайдено кілька татарських речей, зокрема татарський меч, прикраси, а також велику модель павука-каракурта, спина якого відкривалася. На ній було зображено півмісяць і зорі, що знаменували собою турецький герб. Велися розкопки і на території кургану в центрі села. Було виявлено кістки жінок і дітей з ознаками насильницької смерті.
Перший пам'ятник був споруджений в 1968 році правлінням колгоспу «Першотравневий» № 12, який виготовив місцевий колгоспник Нижній С. І.

### Пам'ятник Ісусу Христу під хрестом
Скульптура Ісуса Христа з терновим вінком, який несе хрест — пам'ятка історії місцевого значення. З лицьової і тильної сторін таблички з написами на польській та українській мові.
Підійшовши до пам'ятника читаємо напис:
«Падаючому під хрестом захисникові і володареві світу після чудотворного образу Ісуса Христа Боремельського колись на тому місці в невеликій дерев'яній Свято-Михайлівській православній церкві с. Боремель на вічний спомин цей величезний пам'ятник заложили і виставили року Божого 1786 р.».
Дивного в ньому нічого немає, подібних споруд на нашій стародавній землі збереглося чимало, і ще більше знищено в період войовничого атеїзму .
Історія цього пам'ятника сумна. Народився він на попелищі. Місцевий пан Чацький знищив стару, переказують, що козацьку дерев'яну православну церкву. Знищив не тому, що вона йому заважала, а вирішив показати свою владу не лише над людьми, а й над їх святинею. Адже немає страшнішого як витравити з душі людини віру, позбавити її духовності. Очевидно, боремельський землевласник хотів скористатися татарським досвідом вирощення яничарів. Проте не врахував однієї особливості: доки жива пам'ять — живий і народ. Люди берегли віру в душі, а бабусі та дідусі, як і в недалекому минулому, хрестилися та виконували православний обряд над попелищем. У нашого народу терпляча вдача. Зате у вельможного пана без причини почали помирати діти. Природа-матінка не терпить наруги ні над віруючими, ні над атеїстами. Нам не відомо, чи виросли діти у боремельского пана, пам'ять людська цього не закарбувала. Та у 1796 р. він на свої кошти збудував на місці спаленої ним же, православної святині ось цей пам'ятник… Важко повірити, що католик збудував пам'ятник святині своїх підлеглих. Аналогів у нашій історії не так вже й багато.

## Відомі люди
- Загоруйко Анатолій Леонтійович (нар. 1927 р.) — учасник радянсько-німецької війни. Був призваний на фронт у 1944 році, служив стрільцем в 155 запасному полку піхотних військ. Нагороджений медалями: медаль «За перемогу над Німеччиною у Великій Вітчизняній війні 1941—1945 роки».
- Вінцентій Красінський — граф, польський, французький та російський генерал, учасник Наполеонівських війн

## Галерея

Кургану Святого Йосипа. Фото 30-х років
Приміщення Боремельської гміни. Фото 1930-х років
Аптека Леопольда Ніткевича. Фото 1930-х років
Водяний  млин Мармудського. Фото 1935 року
Центральна вулиця Боремля. Фото 1938 року
Георгіївська церква. Фото 1938 року
Ярмарок. Фото 1939 року
Церква Святої і Живоначальної Трійці. Фото 1948 року